# Ludwig Koennen-Horák
Ludwig Koennen-Horák šlechtic von Höhenkampf (Ludwig Koennen, uváděn též jako Können, od 1914 šlechtic Koennen-Horák von Höhenkampf) (15. února 1861 Vídeň – 14. října 1938 Vídeň) byl rakousko-uherský generál. V c. k. armádě sloužil od roku 1882, vystřídal působení u různých vojenských jednotek a v roce 1910 dosáhl hodnosti generálmajora. Za první světové války bojoval v Itálii a na východní frontě. V armádě dosáhl hodnosti generála pěchoty (1916) a v závěru války byl velitelem postupně dvou armádních sborů v Itálii a Albánii. Ze zdravotních důvodů rezignoval na velení ještě před koncem války, po zániku monarchie byl penzionován (1919) a od té doby žil v soukromí.

## Životopis

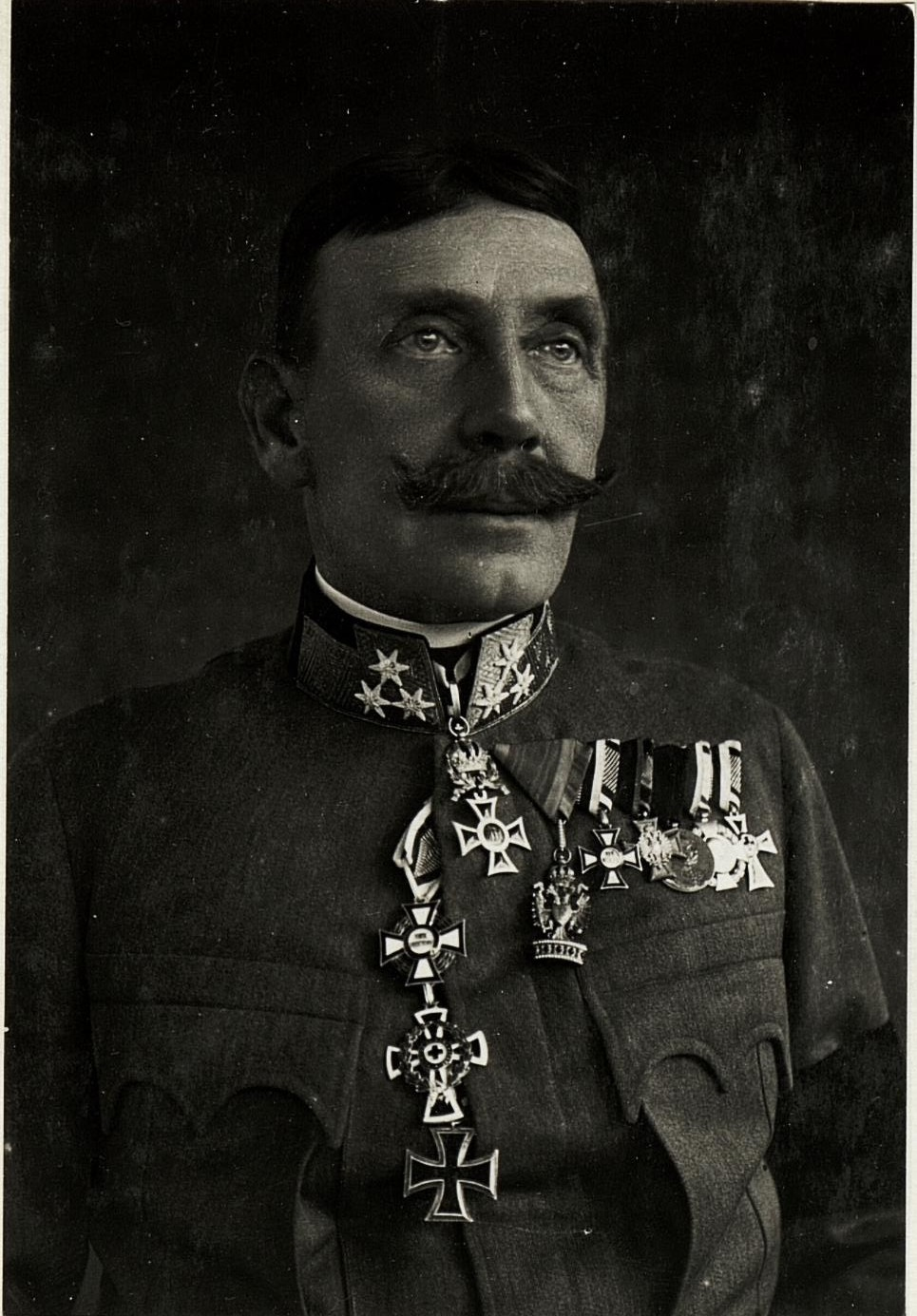
Generál pěchoty Ludwig von Koennen-Horák

Pocházel z Vídně, první vojenskou průpravu získal na kadetních školách v Kőszegu a v Hranicích. V letech 1879–1882 studoval na Tereziánské vojenské akademii ve Vídeňském Novém Městě a jako poručík byl v roce 1882 zařazen k 18. pěšímu pluku v Hradci Králové. V letech 1885–1887 si doplnil vzdělání na Válečné škole (K.u.k. Kriegschule) ve Vídni a jako nadporučík (1888) byl přidělen k důstojnickému sboru generálního štábu. Jako štábní důstojník vystřídal službu u různých jednotek a postupoval v hodnostech (kapitán 1890, major 1896). Mimo jiné se zabýval mapováním Sedmihradska a v letech 1896–1900 pracoval u Vojenského zeměpisného ústavu ve Vídni. V roce 1900 byl povýšen na podplukovníka a byl převelen k 2. pluku horských myslivců do Tridentu. Jako plukovník (1904) poté velel několika jednotkám c. k. zeměbrany ve Vysokém Mýtě a v Lublani. 
K datu 1. května 1910 byl povýšen na generálmajora, v té době byl velitelem 44. pěší divize c. k. zeměbrany v Lublani, v roce 1911 byl přeložen jako zástupce velitele 14. armádního sboru do Innsbrucku. V této funkci setrval do začátku první světové války a mezitím v roce 1913 dosáhl hodnosti polního podmaršála. Po vypuknutí války byl v červenci 1914 jmenován vojenským velitelem v Innsbrucku a pověřen organizováním obrany Tyrolska. Po vstupu Itálie do války převzal vrchní velení v Tyrolsku Viktor Dankl a Ludwig Können byl postaven do čela 91. pěší divize určené k bojům na italské frontě (červen 1915). V roce 1916 byl povýšen do hodnosti generála pěchoty a na italsko-tyrolském pomezí bojoval do roku 1917. V srpnu 1917 byl převelen na východní frontu a jmenován velitelem 9. armádního sboru, který byl ale kvůli velkým ztrátám rozpuštěn již o dva měsíce později. V říjnu 1917 převzal velení 19. armádního sboru v Albánii. Kvůli nemoci rezignoval na svůj post v červenci 1918.
V armádě byl penzionován k datu 1. ledna 1919 a poté žil v soukromí ve Vídni. Po válce byl prezidentem tyrolské sekce Rakouského svazu válečníků a veteránů.

## Tituly a ocenění
Byl ženatý s Paulinou Marií Horákovou (*1871) a v roce 1912 začal užívat jméno Koennen-Horák. Jeho tchán, c. k. plukovník Eduard Horák (*1837), byl v roce 1911 povýšen do šlechtického stavu a Ludwig získal v roce 1914 na základě císařského majestátu užívat šlechtický titul s erbem a jménem Koennen-Horák Edler von Hohenkämpf.
Jako velitel armádního sboru obdržel titul c. k. tajného rady s nárokem na oslovení Excelence (1917). Během vojenské služby obdržel řadu vyznamenání v Rakousku-Uhersku i od zahraničních panovníků.
- Jubilejní pamětní medaile (1898)
- Vojenský jubilejní kříž III. třídy (1901)
- Vojenský jubilejní kříž (1908)
- Řád železné koruny III. třídy (1908)
- Vyznamenání za zásluhy o Červený kříž (1915)
- komtur Leopoldova řádu s válečnou dekorací (1915)
- Vojenský záslužný kříž II. třídy s válečnou dekorací (1916)
- Řád železné koruny I. třídy s válečnou dekorací (1918)
- velkokříž Leopoldova řádu s válečnou dekorací (1918)

- Železný kříž II. třídy (Německo, 1915)
- Železný půlměsíc (Osmanská říše, 1918)